# Hard Rain
Hard Rain (Brasil: Tempestade / Portugal: Águas Mortíferas) é um filme-catástrofe de ação, assalto, drama e suspense produzido por Mark Gordon, escrito por Graham Yost, e dirigido por Mikael Salomon. É estrelado por Christian Slater, Morgan Freeman, Randy Quaid, Minnie Driver, Ed Asner e Betty White. É uma coprodução internacional entre os Estados Unidos, o Reino Unido, a Dinamarca, a Alemanha e o Japão. O enredo gira em torno de um assalto e traição feita pelo homem em meio a um desastre natural em uma pequena cidade de Indiana.
O filme foi um notável fracasso nas bilheterias. O filme arrecadou US$19,9 milhões nos EUA com um orçamento de US$70 milhões, e tem uma aprovação de 28% com base em 43 avaliações no site Rotten Tomatoes. As audiências pesquisadas pelo CinemaScore deram ao filme uma nota média de "B-" na escala A+ a F.
O filme recebeu críticas polarizadas, algumas muito positivas e outras muito negativas. Um exemplo de revisão positiva foi o timeout.com, que comparou favoravelmente o enredo de Hard Rain ao projeto anterior e mais bem-sucedido do escritor Graham Yost, Speed, e sugeriu que ele poderia ser considerado uma continuação espiritual de Speed. Outra crítica, no starpulse.com, elogiou as cenas de ação de Hard Rain, mas criticou o enredo, chamando-o de "estúpido" ainda "divertido". Comentando sobre seu desempenho comercial, o Total Film chamou-o de "o maior fracasso de 1998", mas disse que merecia um desempenho melhor por causa de seus "divertidos momentos de tensão".

## Resumo
Chuvas torrenciais colocam a cidade de Huntingburg debaixo de água. É nesse cenário que o veterano Charlie e seu sobrinho Tom (Christian Slater) carregam 3 milhões de dólares num carro-forte e caem numa cilada do bando de Jim (Morgan Freeman).

## Elenco
- Morgan Freeman (Jim)
- Christian Slater (Tom)
- Randy Quaid (Xerife)
- Minnie Driver (Karen)
- Edward Asner (Tio Charlie)
- Michael A. Goorjian (Kenny)
- Dann Florek (Sr. Mehlor)
- Ricky Harris (Ray)
- Mark Rolston (Wayne Bryce)
- Peter Murnik (Phil)
- Wayne Duvall (Hank)
- Richard A. Dysart (Henry Sears)
- Betty White (Doreen)

## Produção
A produção do filme foi um esforço colaborativo entre inúmeros estúdios cinematográficos, um dos quais foi a British Broadcasting Corporation. O próprio Christian Slater serviu como co-produtor. Em um ponto, John Woo foi anexado para dirigir o filme, mas ele deixou o projeto para dirigir Face/Off em vez disso e o projeto foi assumido por Mikael Salomon.
O filme foi originalmente intitulado The Flood, mas foi mudado porque os cineastas não queriam que o público pensasse que era essencialmente um filme de desastre e não um thriller de assalto. No entanto, o filme ainda manteve esse título em vários outros países.
O filme foi filmado em Huntingburg, Indiana, onde o filme é filmado (na realidade não há um grande rio ou barragem nas proximidades, embora haja dois reservatórios perto da cidade), bem como um conjunto de US$ 6 milhões em um hangar de aeronaves em Palmdale, Califórnia, onde o bombardeiro estratégico Rockwell B-1 Lancer foi fabricado, e alguns exteriores em Etobicoke, Toronto, Ontário, Canadá.
A partir de abril de 2016, ao falar com o escritório da cidade de Huntingburg, o historiador de cinema Adam Nichols foi informado e mostrou um museu localizado no andar de cima, no escritório da cidade, onde são exibidos vários adereços, figurinos, mídia e imagens de produção com esse filme e o filme de 1992 A League of Their Own, que também foi parcialmente filmado em Huntingburg.
Sobre o final, Morgan Freeman disse: "Eu interpretei um cara mau em um filme e eles mostraram isso para uma platéia - e estamos deixando uma platéia nos dizer o que fazer agora - sabe, e a platéia disse: 'Bem, eu não o quero - Morgan não pode morrer!' E eu era um ladrão. 'Ele deveria ganhar algum dinheiro'. Nós voltamos para o estúdio e re-filmamos para que eu não morresse e eu ganhasse algum dinheiro".